# Ignacy Chodźko
Ignacy Chodźko (pseud.: Pan Wirszajtos, ur. 29 września 1794 w Zabłotczyźnie, zm. 1 sierpnia 1861 w Dziewiętniach) – polski powieściopisarz i gawędziarz, napisał m.in. serię opowieści Obrazy litewskie, mason.

## Życiorys
Syn Antoniego i Katarzyny z Widmontów. Całe prawie swe życie spędził w ziemi oszmiańskiej, w rodzinnym majątku Dziewiętniach, gdzie wzrastał w atmosferze dawnych tradycji i obyczajów szlacheckich. Uczęszczał do szkoły bazylianów w Borunach, od 1810 roku studiował w Wilnie. Po śmierci rodziców w 1814 przeszedł pod opiekę stryja Jana. Pracował w kancelarii Radziwiłłowskiej i był członkiem Towarzystwa Szubrawców. Należał do loży wolnomularskiej w Wilnie i Mińsku.

## Twórczość
Niemal do roku 1840 wierny pozostał ideologii wieku Oświecenia i klasycystycznym upodobaniom w literaturze, pisząc w tym duchu wiersze i szkice satyryczne oraz refleksje moralne. Jego pierwszym dziełem prozatorskim było opowiadanie Poddany wydrukowane (1829) w piśmie wydawanym w Warszawie przez jego przyjaciela Antoniego Edwarda Odyńca. Pod wpływem wspomnień spisanych przez stryja Jana ogłosił w 1838 Domek mojego dziadka, a niebawem (1840) rozpoczął cykl Obrazów litewskich (wydane w V seriach, 1840–1850) – szereg gawęd zaczerpniętych z życia szlachty miejscowej w XVIII i pierwszej ćwierci XIX wieku, z których na pierwszy plan wysuwa się seria III (Pamiętniki kwestarza, 1844), skupiająca się dokoła postaci kwestarza bernardyna. W odleglejsze czasy sięgają Podania litewskie (4 serie, 1852–1860), dowodzą jednak, że w Chodźce brak było materiału na powieściopisarza historycznego. Celując w przedstawianiu codziennego życia szlachty litewskiej, w tym ciasnym zakresie wyróżniał się werwą dialogu, darem potoczystej narracji, plastyką scen zbiorowych, prawdą charakterystyki. Nie stało mu natomiast twórczej wyobraźni i zdolności kompozycyjnych, popadał też często w moralizowanie, nużące tym bardziej, że głębią i oryginalnością myśli w ujmowaniu ogólniejszych zagadnień Chodźko się nie odznaczał.
Był jednym z autorów haseł do 28 tomowej Encyklopedii Powszechnej Orgelbranda z lat 1859–1868. Jego nazwisko wymienione jest w I tomie z 1859 roku na liście twórców zawartości tej encyklopedii.

## Literatura dodatkowa
- Chodźko Ignacy. W: Wacław Borowy: Polski Słownik Biograficzny. T. 3: Brożek Jan – Chwalczewski Franciszek. Kraków: Polska Akademia Umiejętności – Skład Główny w Księgarniach Gebethnera i Wolffa, 1937, s. 382–384. Reprint: Zakład Narodowy im. Ossolińskich, Kraków 1989, ISBN 83-04-03291-0